# ويليام دينمان
ويليام دينمان (بالإنجليزية: William Denman)‏ هو قاضي أمريكي، ولد في 1872، وتوفي في 9 مارس 1959.